# Année internationale
Les années internationales sont proclamées par l'Assemblée générale des Nations unies. Elles sont dédiées (chaque année depuis les années 2000) à un ou plusieurs thèmes particuliers.
Le thème de l'année est officiellement décidé par une résolution de l'Assemblée générale des Nations unies, invitant l’Organisation des Nations unies pour l'éducation, la science et la culture (UNESCO), en consultation avec les États Membres, à jouer un rôle de premier plan dans les préparatifs de la célébration.

## Thèmes des années internationales
| Année | Nom |
| ----- | --- |
| 1959  | Année mondiale du réfugié |
| 1960  | Année mondiale du réfugié |
| 1965  | Année de la coopération internationale |
| 1967  | Année internationale du tourisme |
| 1968  | Année internationale des droits de l'homme |
| 1970  | Année internationale de l’éducation |
| 1971  | Année internationale de la lutte contre le racisme et la discrimination raciale |
| 1974  | Année mondiale de la population |
| 1975  | Année internationale de la femmes |
| 1978  | Année internationale pour la lutte contre l’apartheid |
| 1979  | Année internationale de l’enfant |
| 1981  | Année internationale des personnes handicapées |
| 1982  | Année internationale de mobilisation pour des sanctions contre l’Afrique du Sud |
| 1983  | Année mondiale des communications |
| 1985  | Année internationale de la jeunesse |
| 1986  | Année internationale de la paix |
| 1987  | Année internationale du logement des sans-abri |
| 1990  | Année internationale de l’alphabétisation |
| 1992  | Année internationale de l’espace |
| 1993  | Année internationale des populations autochtones |
| 1994  | Année internationale de la famille Année internationale du sport et de l’idéal olympique |
| 1995  | Année des Nations unies pour la tolérance |
| 1996  | Année Internationale pour l'éradication de la pauvreté |
| 1998  | Année Internationale pour l'Océan |
| 1999  | Année Internationale des personnes âgées |
| 2000  | Année internationale pour la culture de la paix Année internationale d'action de grâce |
| 2001  | Année internationale des volontaires et Année internationale de la mobilisation contre le racisme |
| 2002  | Année des Nations unies pour le patrimoine culturel Année internationale de l'écotourisme Année internationale de la montagne |
| 2003  | Année internationale de l'eau douce |
| 2004  | Année internationale de commémoration de la lutte contre l’esclavage et de son abolition Année internationale du riz |
| 2005  | Année de la physique Année internationale du microcrédit Année internationale du sport et de l'éducation physique |
| 2006  | Année internationale des déserts et de la désertification |
| 2007  | Année polaire internationale (2007-2008) |
| 2008  | Année internationale des langues Année internationale de la planète Terre Année internationale de la pomme de terre Année internationale de l'assainissement                                                                                |
| 2009  | Année internationale de l'apprentissage des droits de l'homme (2008-2009) Année internationale des fibres naturelles Année mondiale de l'astronomie Année internationale de la réconciliation                                               |
| 2010  | Année internationale du rapprochement des cultures Année internationale de la biodiversité Année internationale de la jeunesse : dialogue et compréhension mutuelle (2010-2011)                                                             |
| 2011  | Année internationale de la jeunesse : dialogue et compréhension mutuelle (2010-2011) Année internationale de la chimie Année internationale des forêts Année internationale des personnes d’ascendance africaine Année mondiale vétérinaire |
| 2012  | Année internationale des coopératives Année internationale de l’énergie durable pour tous |
| 2013  | Année internationale de la coopération dans le domaine de l’eau Année internationale du quinoa |
| 2014  | Année internationale de l'agriculture familiale, Année internationale de la cristallographie Année internationale des petits états insulaires en développement                                                                              |
| 2015  | Année internationale des sols, Année internationale de la lumière et des techniques utilisant la lumière |
| 2016  | Année internationale des légumineuses |
| 2017  | Année internationale du tourisme durable pour le développement |
| 2018  | Année internationale pour les récifs coralliens |
| 2019  | Année internationale des langues autochtones (en) Année internationale de la modération Année internationale du tableau périodique des éléments                                                                                             |
| 2020  | Année internationale de la santé des végétaux |
| 2021  | Année internationale de la paix et de la confiance Année internationale des fruits et légumes |
| 2022  | Année internationale de la pêche et de l’aquaculture artisanales Année internationale du verre |
| 2023  | Année internationale du mil |
| 2024  | Année internationale des camélidés |
| 2025  | Année internationale des coopératives Année internationale de la préservation des glaciers Année internationale de la paix et de la confiance                                                                                               |